# Prospect Point, British Columbia
Prospect Point är en udde i Kanada.   Den ligger i provinsen British Columbia, i den sydvästra delen av landet, 3 500 km väster om huvudstaden Ottawa.
Terrängen inåt land är varierad. Havet är nära Prospect Point åt sydväst.Runt Prospect Point är det mycket tätbefolkat, med 4 842 invånare per kvadratkilometer.. Närmaste större samhälle är Vancouver, 7,3 km söder om Prospect Point. 
Runt Prospect Point är det i huvudsak tätbebyggt.